# 香港女性警務人員
香港女性警務人員，綽號「警花」，俗稱「差婆」，又稱「Madam」，在香港警務處中，女性警務人員所佔比例近15%，其中督察級的督察當中，逾20%為女性警務人員，其女性警務人員比例為全世界最高之一。

## 歷史

### 首位女副督察和首10位女性警務人員
1949年12月1日，警隊從聘請許錦濤為香港首位女副督察。（許錦濤是英屬北婆羅洲華裔，閩南語白話字：Khó Kím Tô，英文名字Kimmy Koh，她在香港警隊的粵語中文名一直按英語誤譯為「高健美」）新加坡日佔時期結束後她在英屬香港治病，看到招聘廣告。此次破天荒的女性聘任由香港警務處處長麥景陶直接面試，而麥景陶在1945-46年任新加坡警隊署理副警務處長。許錦濤精通英語、馬來語、日語、閩南語等。
許錦濤被局限於擔任文書事務，例如傳譯和錄取口供等；間中負責檢舉賣淫、聚賭及處理和與道德有關係的案件。在任期間，許錦濤向上級提議招募女性警務人員，以處理其他的職務。兩年後，警隊首次聘用了10位女警員。1951年8月，首次招募的10名女警員在警察訓練學校完成3個月的訓練後均順利畢業，這批女警員的編號為5001至到5010，乃從逾2,000名應募者中挑選出來；許錦濤就順理成章成為香港首任女性警務人員教官。畢業後，這批女警員隨即投入各環頭刑事偵緝部服務。當時，這批女性警務人員均有接受槍械訓練，當中編號為5010的林靄思（人稱十姐），乃香港首位佩槍執勤的女性警務人員。

#### 林靄思
香港首10名女性警務人員當中，除了兩名短暫當差外，其餘大部份非預早過世，就是出嫁後辭職。謹林靄思堅持一生，繼續服務。她數次被委派為臥底，包括混入黑社會中，假扮成為毒品賣家進行交易等等。此外，林靄思曾經駐守於保護證人組。

### 崗位局限
初時，女性加入警隊被香港社會視為新奇有趣的職業，後來民間逐漸習慣。尤其在某些方面上，特別是在保護婦孺方面等事務，女性警務人員比較男性警務人員更為合適。昔日，女性警務人員的薪酬比較男性警務人員低20%，不過她們當時毋須輪更，工作時間謹於日照時間。當時，女性警務人員主要負責處理涉及女性及少年的個案，以及危險性比較低的職務，包括後勤及支援崗位、法庭警察、囚犯押送、社區教育、公關及人群管理等。

### 大量擴充
1953年，警隊認為必須增加女性警務人員數量，於是作出了第二次招募。至翌年，女警人數從10名增加至53名；當中包括2名副督察、10名警目和警長。有見成效達致，警隊遂逾年增聘女性警務人員的數量。

### 漸見成效
時至1960年代，由於女性警務人員數量不多，當年的警察訓練學校未設有女性學習警員班別。故此，女性學習警員均被安排與男性學習警員的班別內一同接受訓練。當時，很多女性警務人員被派遣往交通總部，負責交通指揮以及交通事務教育事務。1962年，大批非法入境者從中國大陸湧入香港，女性警務人員就擔當了重要角色。當時成千上萬的人越過深圳河南下時，273名女性警務人員全數被派遣駐守香港邊境禁區，以幫助平息恐慌的人群和協助遏止非法入境者繼續湧入香港。

### 同薪同職
1972年，警隊有見需要，隨即大力提升女性警務人員地位，發放予女性警務人員和男性警務人員同樣的薪酬及福利制度（10年前，女性警務人員薪酬比較男性警務人員少40港元，即180港元，而且不屬於長俸制度，亦無宿舍發配等福利。），而且開放從前謹接受男性警務人員擔任的崗位予女性警務人員參與或者投考，包括安排女性警務人員參與防暴訓練。同年，警隊增設女性總督察職級，同年，有4名女性警務人員獲得晉升至此職級。

### 全體持槍
1990年代初期，警隊推出「陀槍師姐」試驗計劃。此前，警隊內部進行過多次會議，最終決定招募自願女性警務人員出任。被挑選者會先被派駐衝鋒隊6個月，管理人員就從其工作效率及個人感受等作出評估，決定誰人適合留下，成為第一代的「陀槍師姐」。當時願意參加試驗計劃的女性警務人員很多，只是她們必須符合身高、體能、視力、良好的服務紀錄及個性積極等標準。當時，絕大部分的報願者均能夠達到要求；惟當時每警區只需要8人。被挑選的女性警務人員，先要重返警察訓練學校接受槍械訓練，考試合格者便會被派遣駐守衝鋒隊。
1995年1月1日起，新招募的女性警務人員必須接受槍械訓練，並且佩槍執勤；香港輔助警察隊則於1996年11月開始實施相關制度。在上述日期前，女性警務人員可以選擇是否接受相關訓練，以作佩槍執勤 。隨此以後，愈來愈多女性警務人員投入精銳部隊服務，包括警察機動部隊及要員保護組等等。
2011年，香港警察學院訓練班畢業操中，30名女性警務人員首次以持長槍步操方式參與典禮。

## 軼事
於1950至1960年代，女性警務人員的值勤時間為由早上8至10時；下午2時至4時及下午5時至7時。
於1972年前，女性警務人員可以享有一份所謂「嫁妝費」的特別津貼。所有差齡（服務警隊年資）達5年的女性警務人員，在沒有不良的操守紀錄條件下，於結婚前，可以申請領取一筆約3,000元的特別津貼。然而，條件限制是申領人員的未婚夫不得是同職級的警務人員；另外，結婚後的警察夫婦不能於同一所警署駐守。

## 以香港女性警務人員為材的作品

### 電影
- 《最佳拍檔之千里救差婆》
- 《神勇飛虎霸王花》
- 《猛鬼霸王花》
- 《92霸王花對霸王花》
- 《霸王花》
- 《霸王花重出江湖》
- 《追魂奪命霸王花》
- 《橫沖直撞霸王花》
- 《霸王花遇鬼》
- 《霸王花福星》
- 《神勇飛虎霸王花》
- 《新紮師姐》
- 《新紮師妹》
- 《新紮師妹2美麗任務》
- 《PTU女警之偶然陷阱》
- 《新紮師妹3》
- 《皇家師姐I》
- 《皇家師姐II》
- 《皇家師姐III》
- 《皇家師姐IV》
- 《皇家師姐V》
- 《95陀槍女警》

### 電視劇
- 《警花出更》
- 《陀槍師姐》
- 《陀槍師姐II》
- 《陀槍師姐III》
- 《陀槍師姐IV》
- 《陀槍師姐V》
- 《女警愛作戰》

## 相關參見
- 香港警察歷史